# Abdelkader Fréha
Abdelkader Fréha (en árabe: عبد القادر فريحة‎) (Orán, 28 de octubre de 1942 - Orán, 1 de octubre de 2012) fue un futbolista argelino que jugaba en la demarcación de delantero.

## Biografía
Debutó como futbolista en 1957 con el CDJ Oran tras formarse en las categorías inferiores del club, donde jugó durante cinco años. En 1962 fichó por el Mouloudia Club d'Oran, donde jugó durante gran parte de su carrera deportiva. En las catorce temporadas que jugó con el equipo. En 1968 y en 1969 fue el máximo goleador del Championnat National de Première Division. En 1971 volvió a ganar el título, ayudando al club a ganar el Championnat National de Première Division por delante del CS Constantine. Además ganó la Copa de Argelia en 1975. Finalmente, tras fichar por el NADIT Oran, se retiró en 1977.
Falleció el 1 de octubre de 2012 en Orán a los 69 años de edad.

## Selección nacional
Jugó un total de nueve partidos con la selección de fútbol de Argelia. Hizo su debut el 17 de diciembre de 1965 en un partido amistoso contra Albania. Su último partido, también amistoso, lo jugó contra Malí el 11 de abril de 1971.

## Clubes
| Club                  | País    | Año         |
| --------------------- | ------- | ----------- |
| CDJ Oran              | Argelia | 1957 - 1962 |
| Mouloudia Club d'Oran | Argelia | 1962 - 1976 |
| NADIT Oran            | Argelia | 1976 - 1977 |

## Palmarés

### Campeonatos nacionales
| Título                                    | Club                  | País    | Año  |
| ----------------------------------------- | --------------------- | ------- | ---- |
| Championnat National de Première Division | Mouloudia Club d'Oran | Argelia | 1971 |
| Copa de Argelia                           | Mouloudia Club d'Oran | Argelia | 1975 |

### Distinciones individuales
| Título                                                        | Club                  | País    | Año  |
| ------------------------------------------------------------- | --------------------- | ------- | ---- |
| Máximo goleador del Championnat National de Première Division | Mouloudia Club d'Oran | Argelia | 1968 |
| Máximo goleador del Championnat National de Première Division | Mouloudia Club d'Oran | Argelia | 1969 |
| Máximo goleador del Championnat National de Première Division | Mouloudia Club d'Oran | Argelia | 1971 |